# Jedlec
Jedlec – wieś w Polsce położona w województwie wielkopolskim, w powiecie pleszewskim, w gminie Gołuchów, na lewym brzegu Prosny.

## Historia
Pierwsza wzmianka o wsi miała miejsce w 1309. Na terenie miejscowości (w jej części o nazwie Stara Wieś) stoi kościół szachulcowy św. Floriana pochodzący z lat 1745-1753. Jego fundatorem był starosta kaliski, Mikołaj Chlebowski. Na stoku doliny Prosny, przy lokalnym cmentarzu znajduje się podłużny wał, prawdopodobne grodzisko, zwany "Górą szwedzkich generałów".
Nieistniejąca już leśniczówka Jedlec stanowiła w czasie okupacji niemieckiej (w ramach przygotowań do operacji Riposta) zapasowy punkt nasłuchu radiowego, jak również punkt kontaktowy Placówki Armii Krajowej "Gronostaj". Radio przechowywał leśniczy Władysław Twardowski, udostępniając je lokalnym mieszkańcom do pozyskiwania wiedzy o sytuacji na frontach.
W latach 1975–1998 miejscowość administracyjnie należała do województwa kaliskiego.